# Ifeelgoods
Ifeelgoods est une entreprise américaine de Logiciel en tant que service,. La société est surtout connue pour sa plate-forme (informatique) qui permet d'installer et d'exécuter des programmes de motivation, de fidélisation, ou de récompenses en ligne en temps réel,,. Le site Internet collabore avec les grandes marques, y compris McDonalds, Walmart, GAP, Coca Cola, Samsung, Starbucks, et d’autres,,.

## Histoire
Ifeelgoods a été créé en 2010 en Californie, États-Unis. L'entreprise possède des succursales à Paris, Palo Alto (Californie), et Tokyo. Le site Internet de l'organisation permet aux entreprises de configurer et de gérer en temps réel des programmes de motivation, de fidélisation, ou de récompenses en ligne. Il fournit également d'autres services en ligne, y compris de publicité et des campagnes de commerce électronique, promotions, marketing, service client, et Gestion de la relation client. Les entreprises peuvent également inclure des produits sur le site comme des récompenses pour les programmes de fidélisation et d'autres transactions business to business. Le site Internet fonctionne avec des partenaires établis comme Up Group, etc., marques (Samsung, Coca Cola, etc.), fournisseurs de récompenses B2B (Amazon, iTunes, Google Play, Starbucks, etc.) et développeurs (Salesforce.com, Zendesk , Etc.). Le catalogue de récompenses d'Ifeelgoods se compose de différents types de produits telles des cartes-cadeaux, des applications, et d'autres produits.